# Mühlenstraße 2 (Stralsund)
Das Wohnhaus Mühlenstraße 2 in Stralsund ist ein denkmalgeschütztes Bauwerk in der Mühlenstraße.

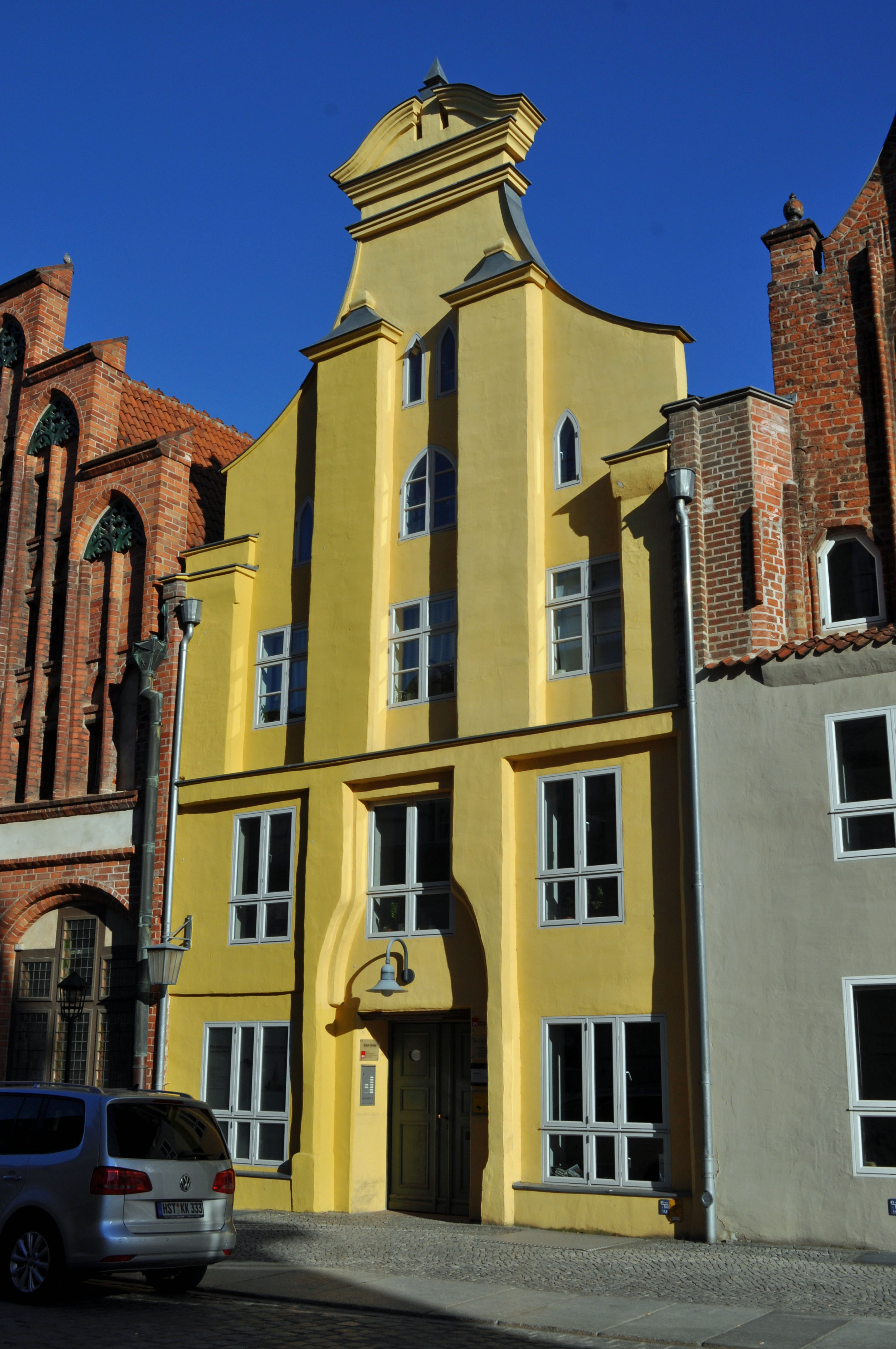
Haus Mühlenstraße 2 in Stralsund (2012)

Das Giebelhaus wurde Ende des 14. und Anfang des 15. Jahrhunderts errichtet. Der Giebel wurde um 1700 umgeformt; der Schweifgiebel weist mit den beiden kräftigen Pfeilervorlagen und den spitzbogigen Luken noch die ursprünglichen, gotischen Gliederungen auf.
Das Haus im Kerngebiet des von der UNESCO als Weltkulturerbe anerkannten Stadtgebietes des Kulturgutes „Historische Altstädte Stralsund und Wismar“ ist in die Liste der Baudenkmale in Stralsund eingetragen.